# 新在直通運転

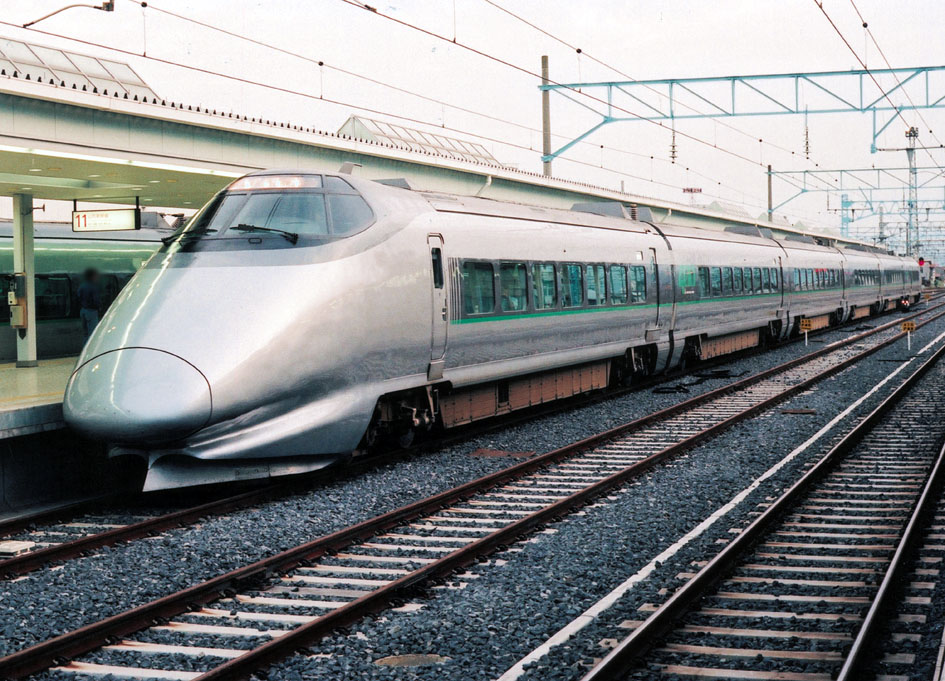
初の新在直通運転方式の山形新幹線

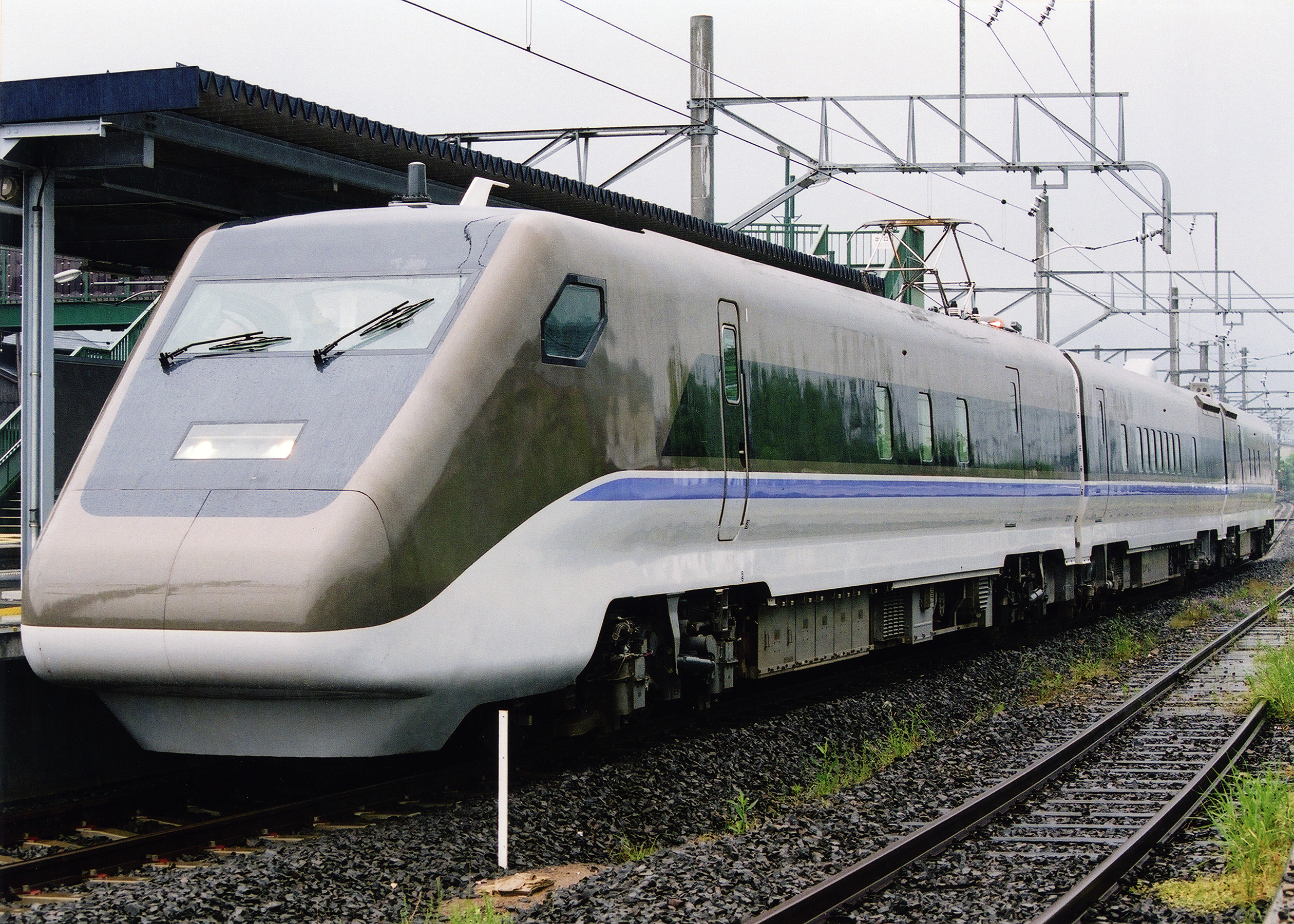
フリーゲージトレイン第一次試験車両

新在直通運転（しんざいちょくつううんてん）とは、日本における鉄道の高速化の手法の一つ。
新幹線と在来線を直通運転させ、新幹線と在来線の一体的なネットワークを形成することによって、高速サービスを全国新幹線鉄道整備法の枠外にある地方都市にも拡大しようとする手法である。

## 概要
1981年運行開始のフランス国鉄SNCFの高速鉄道TGVを参考に、1983年（昭和58年）10月10日から日本国有鉄道内、続いて1986年（昭和61年）から運輸省が検討を開始した鉄道の高速化手法である。1987年（昭和62年）4月1日の国鉄分割民営化を経て、1992年（平成4年）7月1日、モデル線として改軌（ミニ新幹線）方式の山形新幹線（東京駅-山形駅、奥羽本線の一部）が開業した。続いて、1994年（平成6年）に運輸省技術審議会は21世紀に向けての鉄道技術のあり方について「SUCCESS21」との答申を行った。その中で標準軌と狭軌の乗り換えをなくし利便性を図ることが提言され、軌間可変電車（フリーゲージトレイン）の開発も始まった。
日本鉄道建設公団（現・鉄道建設・運輸施設整備支援機構）は2001年に『新幹線直通運転化事業調査報告書』を公開、「通常の乗り換え1回の解消は、乗車時間が30分程度短縮される効果と同等の価値を有する」と直通効果を公表した。とはいうものの、日本の場合は本家TGVと比べて高速で走行できる線路と在来線との規格が大きく違う事情がある。。
2024年現在、山形新幹線（東京駅-新庄駅）と秋田新幹線（東京駅-秋田駅、田沢湖線、奥羽本線の一部）の2路線がある。

## 年表
- 1981年9月27日 - フランス国鉄SNCFが新在直通高速鉄道TGVを開業させる
- 1983年（昭和58年）10月10日 - 日本国有鉄道内で検討を開始
- 1986年（昭和61年） - 運輸省が検討を開始
- 1987年（昭和62年）4月1日 - 国鉄分割民営化
- 1991年（平成3年）9月29日 - （ミニ新幹線）山形新幹線向け400系試作車、上越新幹線内にて高速度試験を実施。345km/hを記録
- 1992年（平成4年）7月1日 - （ミニ新幹線）山形新幹線（東京駅-山形駅）開業
- 1993年（平成5年）3月 - （フリーゲージトレイン）タルゴ社が、日本で台車をつくることについて住友金属工業に軌間可変車軸のライセンスを与えた[7]。
- 1994年（平成6年） - 運輸省技術審議会「SUCCESS21」答申
- 1997年（平成9年）3月22日 - （ミニ新幹線）秋田新幹線（東京駅-秋田駅）開業
- 1998年（平成10年）10月 - フリーゲージトレイン第一次試験車両（GCT01 0番台）が製造される[8]
- 1999年（平成11年）12月4日 - （ミニ新幹線）山形新幹線新庄延伸（東京駅-新庄駅）開業
- 2001年（平成13年） - 日本鉄道建設公団が『新幹線直通運転化事業調査報告書』で効果ありと公表
- 2002年（平成14年）8月 - (フリーゲージトレイン)フリーゲージトレイン技術研究組合発足
- 2003年（平成15年） - フリーゲージトレイン第二次試験車両（GCT01 200番台）の開発着手
- 2006年（平成18年） - フリーゲージトレイン第一次試験車両（GCT01 0番台）の試験が終了
- 2014年（平成26年）
  - 4月20日 - フリーゲージトレイン第三次次試験車両（FGT9000）走行試験開始[9]
  - 7月20日 - フリーゲージトレイン第二次試験車両（GCT01 200番台）の試験終了に伴い、先頭車の1両が愛媛県西条市の四国鉄道文化館南館で保存展示
- 2017年（平成29年）7月25日 - （フリーゲージトレイン）予算を縮小して開発を続ける方針に転換。近畿日本鉄道が在来線での活用を検討[10][11]
- 2023年（令和5年）4月 - （ミニ新幹線車両orフル規格新幹線車両）北海道函館市が新函館北斗駅から函館駅へ乗り入れる構想の調査を開始[12]

## 方法

### 軌間
軌間の違う路線の直通運転には車両側で対応する方法と軌道側で対応する方法、それらを組み合わせる方法がある。
車両側で対応する方法「異ゲージ直通運転方式」
- 軌間可変方式 - 車両の構造が複雑になる欠点がある。軌間可変電車（フリーゲージトレイン）。
- 台車交換方式 - 時間がかかりすぎる欠点があるが、列車本数が少なく長距離運転を行う場合に有利である。

軌道側で対応する方法「改軌方式」
- 標準軌方式 - 速度向上が見込め、狭軌との軌道中心線が一致するので在来の地上施設を有効に活用できる一方、狭軌車両が走行できない。
- 三線軌方式 - 狭軌、標準軌双方の車両が走行できるが、軌道中心線がずれるので、ホームやトンネル、橋梁といった構造物の改良が必要。1か所あたり5,000万円ほどと高価で複雑な三線軌分岐器が必要で、締結装置が通常の1.5倍の数が必要であるなど保線がしにくい。通常では問題にならない部材の僅かなずれでも軌道短絡等による輸送障害につながるとの問題を抱えている。
- 四線軌方式 - 狭軌、標準軌双方の車両が走行できるうえ、軌道の中心線が一致するので在来の地上施設を有効に活用できる一方、かなり複雑な四線軌分岐器が必要。
- 標準軌・狭軌単線並列方式 - 工事費が廉価で複線区間のみ適用する。輸送量の多い線区では適用できない。

運輸省（国土交通省）は異ゲージ直通運転方式を、日本国有鉄道（国鉄、東日本旅客鉄道など）は改軌方式を研究開発をしている。

### 電気方式
電気方式は新幹線区間が交流50Hz25kVまたは交流60Hz25kVに対して、在来線区間は交流50Hz20kVまたは交流60Hz20kV、直流1.5kVとなっているため、次の3つの手法のうち一つを選んで直通できるようにする。
車両複電圧・複周波数・直交流方式
実施線区の電化条件に応じて新在直通車両を複電圧仕様、複周波数仕様、交直流仕様のいずれか、または組み合わせにする。日本国内においては交流50Hz25kV・交流60Hz25kV・交流50Hz20kV・交流60Hz20kV・直流1.5kVから適切な組み合わせが想定される。採用例は山形新幹線と秋田新幹線。
- 利点 - 従来からの電車や電気機関車もそのまま利用できる。
- 欠点 - ミニ新幹線車両を複電圧仕様、複周波数仕様、交直流仕様、それらの組み合わせで製作しなければいけない分車両費がかさむ。

（注意）山形新幹線と秋田新幹線（新幹線区間交流50Hz25kV、在来線区間交流50Hz20kV）は周波数が同じく電圧差が5kVしかないので新幹線区間の回路だけで両区間を直通することができるよう設計されている。在来線区間は走行性能が落ちるが、最高速度は低いので問題になっていない。
在来線電車線昇圧・EC方式
在来線区間を新幹線区間の電化方式に合わせるよう交流25kVに昇圧し、すべての車両を交流25kVに対応させる。
- 利点 - 新在直通車両は交流25kV仕様で両区間を走行できる。
- 欠点 - 地上電気設備の大掛かりな改修、在来線車両の改造または新車導入が必要となる。

在来線電車線昇圧・架線下DC方式
在来線区間を新幹線区間の電化方式に合わせるよう交流25kVに昇圧し、在来線用車両は気動車またはディーゼル機関車を用いる（架線下DC）。
- 利点 - 新在直通車両は交流25kV仕様で両区間を走行できる。
- 欠点 - 地上電気設備の大掛かりな改修が必要となる。

### 集電方式

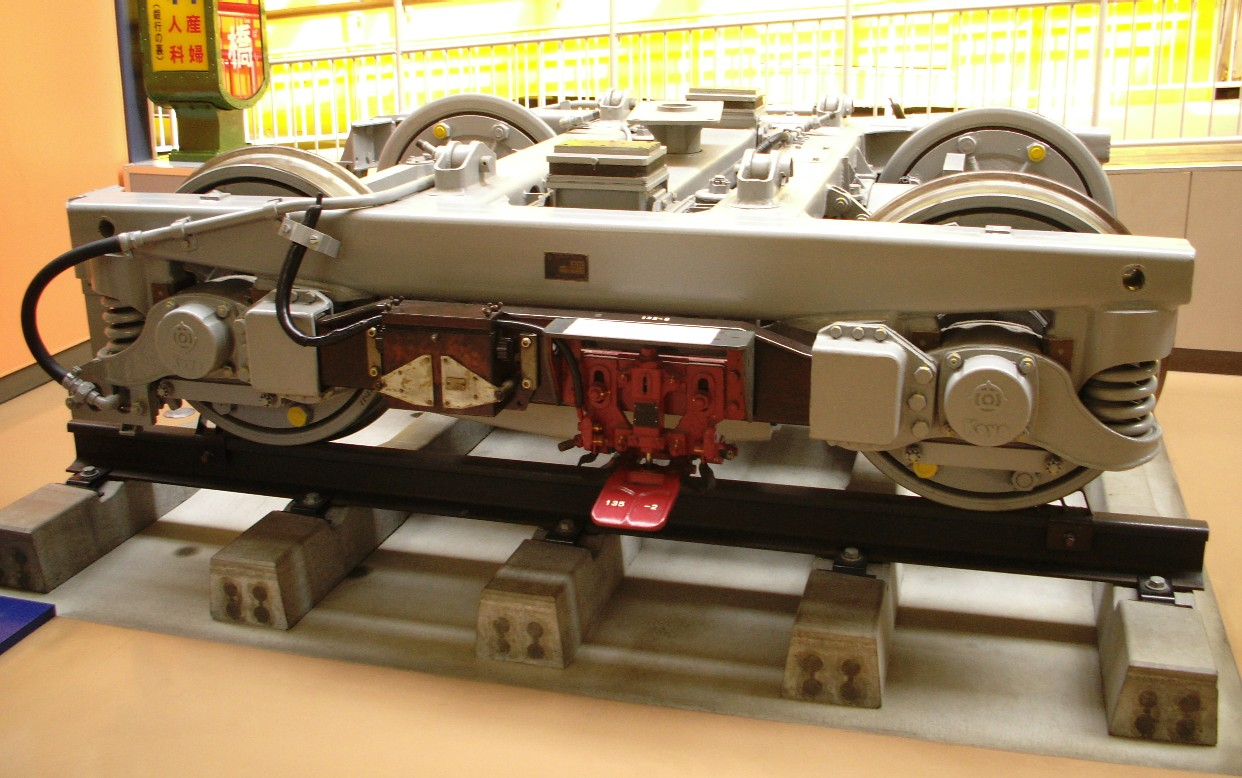
台車に取り付けられた集電靴（赤い部分、名古屋市 市電・地下鉄保存館）

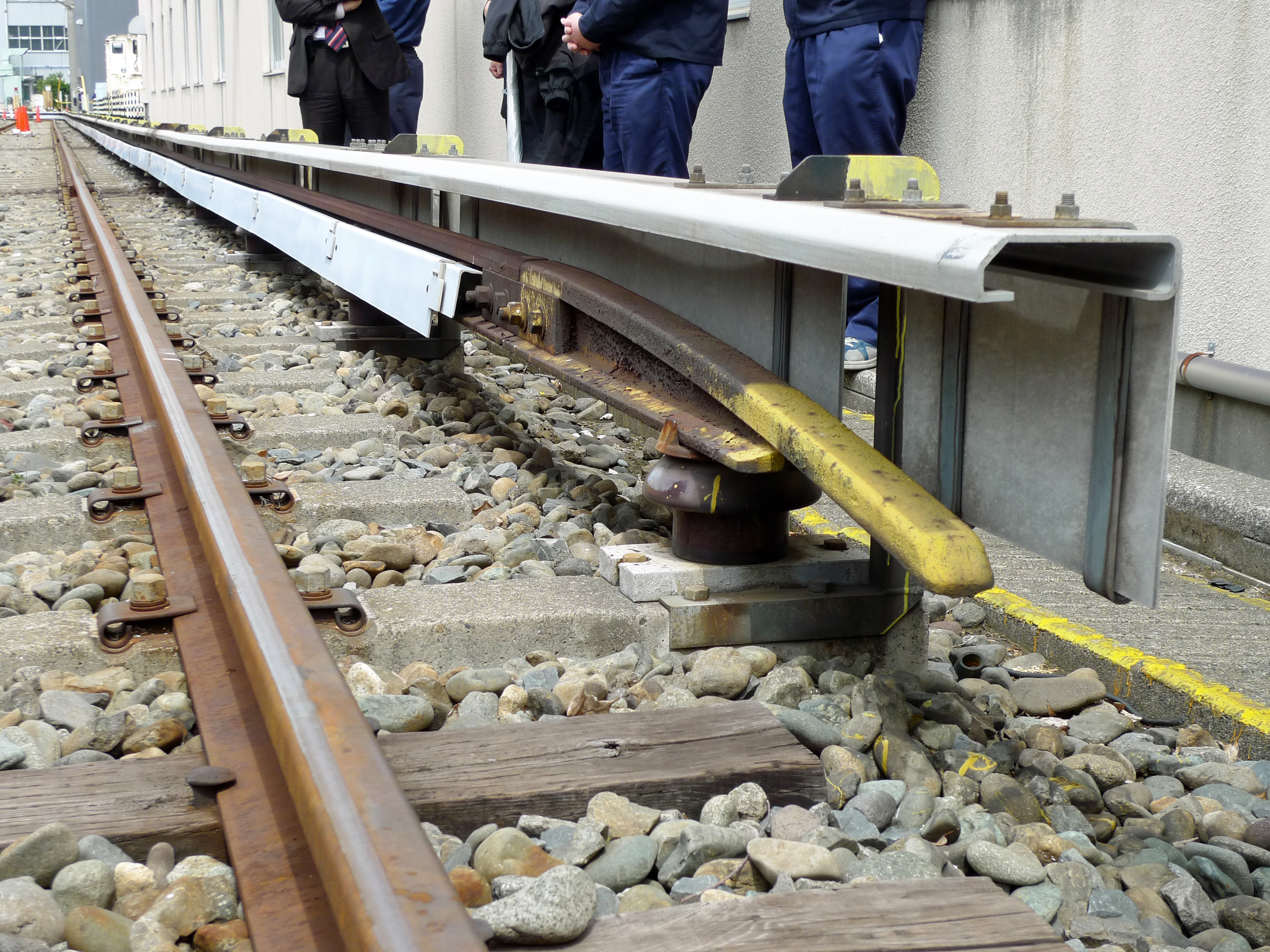
第三軌条の末端部／導入部（東京メトロ中野車両基地）

海外事例のユーロスターであるが、集電方式の問題もある。イギリス側に架空電車線方式を採用せず第三軌条方式（サードレール式）を採用していた在来線区間があった。車両に集電靴を設けて乗り入れを実現させた。画像は日本の第三軌条の例で多くの人が容易にイメージできるよう掲載した。（注意）ミニ新幹線方式乗り入れやフル規格新幹線方式の乗り入れの「レール3本を敷設して...」は三線軌条のことで別のもの。

### 集電装置
集電装置は在来線区間の電車線の高低差の大きさに合わせてフル規格新幹線車両用より大きく作られている。

### 車両規格
車両規格の問題の解消手法は下記の方法が考えられている。
- ミニ新幹線車両方式 - 在来線規格に合わせる方法。山形新幹線と秋田新幹線で採用された。
- フル規格新幹線車両方式 - 新幹線規格に合わせる方法。北海道新幹線函館駅乗り入れ構想のフル規格新幹線車両方式。

### アプローチ線
新幹線区間と在来線区間の間には新在直通運転車両が行き来できるようアプローチ線を設ける。設けられたアプローチ線は下記の通り。
軌間可変電車方式
- 新八代駅のアプローチ線
  - 九州新幹線 - 九州新幹線新八代駅（旧・鹿児島本線新八代信号所）

ミニ新幹線方式
- 福島アプローチ線
  - 山形新幹線 - 東北新幹線福島駅[24]
  - 開業当初のアプローチ線は上下線供用でかつ東北新幹線上に平面交差が現れ輸送障害時のダイヤ復旧に時間がかかるため、上りアプローチ線を設けて解消する工事をしている[24]。
- 盛岡アプローチ線
  - 秋田新幹線 - 東北新幹線盛岡駅[25]

## 車両
試験車両も含めた新在直通運転ができる車両は下記の通り。

### フリーゲージトレイン

#### 試験車両
- GCT01 0番台
- GCT01 200番台
- FGT 9000番台

### ミニ新幹線

#### 営業車両
- 400系
- E3系
- E6系
- E8系

#### 試験用・事業用車両
- E926形（EAST i）
- E955形（FASTECH 360 Z）

### 台車
軌間可変方式
- 車輪を車軸方向にスライドができる台車を用いる。軌間の異なる線路を接続するように設置された軌間変換装置を通過させて双方の軌間で走行できるようにしている。

改軌（ミニ新幹線）方式
- 400系とE3系では、軸距（ホイールベース）をフル規格新幹線より短くし、車輪の踏面（とうめん）を「1/16新在円弧踏面」にして新幹線区間の安定走行と在来線区間の急曲線（急カーブ）へ対応の両立をしている[26]。
- E6系では高速運転に対応するために軸距（ホイールベース）をフル規格新幹線と同じくしつつヨーダンパを工夫し、踏面（とうめん）を「1/16新在円弧踏面」にして新幹線区間の安定走行と在来線区間の急曲線（急カーブ）へ対応の両立をしている[27][28][29]。
- E8系は新幹線区間での300km/hの高速運転に対応するためE6系とほぼ同じ仕様のものを採用している[29]。

## 保存
軌間可変電車（フリーゲージトレイン）方式
- GCT01 200番台 GCT01-201（先頭車） - 2014年（平成26年）7月20日より、四国鉄道文化館南館（愛媛県西条市）[30][31]

ミニ新幹線方式
- 400系411-3（L3編成11号車）- 2018年（平成30年）7月5日より、鉄道博物館（埼玉県さいたま市）[32]